# Agara (Gruzja)
Agara – osiedle typu miejskiego w Gruzji, w regionie Wewnętrzna Kartlia. W 2014 roku liczyło 3364 mieszkańców.